# Emil Larsen
Emil Larsen (født 22. juni 1991) er en dansk tidligere fodboldspiller, som spillede for Lyngby Boldklub, Columbus Crew og Odense Boldklub. Han er nu direktør i sin egen virksomhed, Smartiie ApS, som sælger personligt tilpassede benskinner.

## Karriere

### Lyngby Boldklub (2009–2012)
I sin første sæson som fuldtidsprofessionel spiller på Lyngby BKs førstehold i efteråret 2009 høstede han stor ros fra træneren Niels Frederiksen.
Larsen var Lyngbys topscorer i 1. division-sæsonen 2009-10 og var dermed med til at sikre Lyngby oprykning til Superligaen for sæsonen 2010-11. 

### Odense Boldklub
I juli 2012 købte Odense Boldklub Emil Larsen fra Lyngby. Han lavede en 4-årig kontrakt med OB, hvor han fik trøjenummeret 7. Emil Larsen rygtedes at have en frikøbsklausul på 1 mio. euro i sin kontrakt med OB. Brøndby IF forsøgte i sommertransfervinduet 2013 at frikøbe Emil Larsen fra OB, men i sidste øjeblik afbrød Brøndby IF købet med oplysningen om, at Emil Larsens højre knæ ikke var tilstrækkelig robust til professionelt fodbold. Dette faldt dog sammen med en periode, hvor økonomien i Brøndby IF var meget usikker, og klubben rygtedes nær konkurs. Det blev antydet, at Brøndby alligevel ikke havde råd til at betale Emil Larsens løn, da andre spillersalg og en forventet investor faldt til jorden. 

### Columbus Crew SC
Den 22. januar 2016 blev det offentliggjort, at Emil Larsen skiftede fra Odense Boldklub til den amerikanske klub Columbus Crew, der spiller i MLS.

### Lyngby Boldklub (2016–17)
Allerede i sommeren 2016 var han tilbage i Danmark. Her skrev han under på en treårig aftale med Lyngby Boldklub. Hans første officielle ligakamp efter sin tilbagevenden var 16. juli 2016, hvor han blev skiftet ind i det 58. minut i et 3-0-nederlag på udebane i 1. spillerunde til F.C. København.
Søndag den 23. juli 2017 meddelte Emil Larsen, at han stoppede karrieren som professional fodboldspiller. Han blev i stedet ansat i Lyngby Boldklub som talentspejder. Dette skete som følge af, at han havde haft store problemer med sit knæ og aldrig kom sig over sin skade.